# Seneschal (U-Boot)
HMS Seneschal (Kennung: P255) war ein U-Boot der britischen Royal Navy.

## Geschichte
Die Seneschal (siehe Seneschall) war ein Boot des vierten Bauloses der britischen S-Klasse; dieses Baulos wird auch als Subtle-Klasse bezeichnet.
Sie wurde am 1. September 1943 bei Scott’s Shipbuilding & Engineering Co. im westschottischen Greenock aufgelegt, lief am 23. April 1945 vom Stapel und wurde von der Royal Navy am 6. September 1945 in Dienst gestellt.
Die Seneschal wurde am 4. Juni 1947 bei einer Explosion beschädigt. Am 14. Juni 1952 kam es zu einem weiteren Unfall, als das Boot südlich der Isle of Wight mit der dänischen Fregatte Thetis kollidierte. Bei dem Zusammenstoß wurden das Periskop und der Radarmast beschädigt.
Die Seneschal wurde im August 1960 in Dunston verschrottet.